# Carl Grubbs

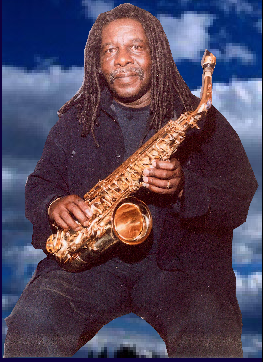
Carl Grubbs

Carl Gordon Grubbs (* 27. Juli 1944 in Philadelphia; † 5. Januar 2024 in Baltimore) war ein US-amerikanischer Jazzmusiker (Saxophon, Komposition).

## Leben und Wirken
Carl Grubbs, der Alt-, später aber auch Sopran- und Tenorsaxophon spielte, erhielt 1958 (aber auch später) zusammen mit seinem Bruder Earl Grubbs († 1989) einige Unterrichtsstunden bei John Coltrane. Die Verbindung entstand durch deren Cousine Naima, der Ehefrau Coltranes. Coltranes Stilistik hatte großen Einfluss auf die Musik der Formation The Visitors, welche die Brüder Anfang der 1970er Jahre in Philadelphia gründeten. Dem Quintett gehörten ferner der Pianist Sid Simmons, der Schlagzeuger John Goldsmith und der junge Bassist Stanley Clarke an; Grubbs nahm mit der Band zwischen 1972 und 1975 insgesamt vier Alben für Muse Records auf, Rebirth, In My Youth, Neptune und Motherland.
Carl Grubbs arbeitete nach Auflösung der Band weiter als Jazzmusiker, u. a. bei Julius Hemphill, sowie als Komponist und Musikpädagoge. Seit den 1980er Jahren spielte er mit einer eigenen Band, Carl Grubbs and Friends, mit der er auch auf Tourneen nach Kolumbien und Brasilien ging, und gründete später sein eigenes Label, B&C Productions. Seine Komposition The Inner Harbor Suite, die im Down Beat lobende Beachtung erfuhr, nahm er 1994 live im Baltimore Museum of Art auf.
Als Musikpädagoge arbeitete Grubbs in öffentlichen Schulen und hielt zahlreiche Workshops über Jazz-Improvisation in Baltimore. Für seine Verdienste wurde er 1983 und 1985 mit dem National Endowment for the Arts Stipendium ausgezeichnet. Seit 1997 war er gemeinsam mit seiner Frau Barbara als Leiter des SAX: Summer Music & Dance Camp tätig. 2004 spielte er mit Odean Pope (Two Dreams). 2016 veröffentlichte Grubbs Inner Harbor Suite Revisited im Eigenverlag. Noch 2020 trat er mit eigenen Gruppen auf. Er starb an einer Lungenentzündung.

## Diskographische Hinweise
- Earl Grubbs & Carl Grubbs: Neptune (Cobblestone, 1972)
- Stepping Around the Giant (B&C/CIMP, 2003)
- Brother Soul (CIMP, 2005)